# رود وورسکلیتسیا
رود وورسکلیتسیا (انگلیسی: Vorsklytsia) یک رودخانه در استان بلگورود کشور روسیه است.